# Santa Catarina (Michoacán)
Santa Catarina es una localidad del estado mexicano de Michoacán. Es parte del municipio de Tacámbaro.

## Toponimia
El nombre «Santa Catarina» hace referencia a la santa patrona de la localidad: Catalina de Alejandría.

## Demografía
| Gráfica de evolución demográfica |
|                                  |

| Censo | Población |
| ----- | --------- |
| 1900  | 416       |
| 1910  | 407       |
| 1921  | 445       |
| 1930  | 470       |
| 1940  | 540       |
| 1950  | 610       |
| 1960  | 653       |
| 1970  | 746       |
| 1980  | 738       |
| 1990  | 866       |
| 2000  | 971       |
| 2010  | 1003      |
| 2020  | 1012      |